# Stella Arbenina
Stella Arbenina est une actrice anglaise d'origine russe née le 27 septembre 1885 à Saint-Pétersbourg et morte le 26 avril 1976  à  Londres.

## Biographie
Née Stella Zoe Whishaw le 27 septembre 1885 à Saint-Pétersbourg dans une famille anglo-russe (en) d'origine anglaise établie depuis plusieurs générations en Russie, elle est liée à Montague Law Whishaw (1890-) et à James Whishaw, un homme d'affaires anglais de Saint-Pétersbourg qui publia ses mémoires sous le titre de A history of the Whishaw family à Londres en 1935.
Elle épouse en 1907 le baron Paul Meyendorff, captaine de la garde montée et aide de camp du tsar Nicolas II en 1907 puis colonel à son secrétariat militaire. Stella et Meyendorff ont trois enfants.
Durant la Révolution russe la famille souffre beaucoup sous les bolchéviques. Leurs biens sont saisis et ils sont emprisonnés. Ils sont libérés grâce au comité germano-balte et autorisés à quitter la Russie à la fin de 1918. Ils s'installent brièvement en Estonie sur un reste de propriété familiale. Stella Arbenina joue dans les théâtres de Tallinn et de Tartu puis à Berlin de 1921 à 1922. En 1923 elle arrive avec ses enfants à Londres où elle s'installe définitivement, apparaissant sur la scène anglaise et dans des rôles au cinéma.
En 1930, elle publie ses mémoires, Through Terror to Freedom, dans lesquelles elle décrit ses expériences durant la Révolution russe. Stella Arbenina meurt à Londres le 26 avril 1976 . Son fils George décède en Amérique du Sud à l'âge de 22 ans ; sa fille Helen (102 ans) vit à Los Angeles avec sa fille Stella ; sa seconde fille Irene, qui a un fils prénommé Michael, meurt dans le comté d'Orange en Californie en 2008.  

## Filmographie
- Le Secret de la duchesse (1923)
- The Last Witness (en) (1925)
- The Secret Kingdom (en) (1925)
- A Woman Redeemed (en) (1927)
- Stamboul (en) (1931)
- Monsieur le duc (1931)
- What Happened Then? (1934)
- Colonel Blood (en) (1934)
- Fine Feathers (en) (1937)